# 148707 Dodelson
148707 Dodelson è un asteroide della fascia principale. Scoperto nel 2001, presenta un'orbita caratterizzata da un semiasse maggiore pari a 2,6115574 UA e da un'eccentricità di 0,1911117, inclinata di 14,79334° rispetto all'eclittica.